# Dzierżoniów
Dzierżoniów [ʥɛrˈʒɔɲuf] (deutsch: Reichenbach im/am Eulengebirge) ist eine Stadt im Powiat Dzierżoniowski der Woiwodschaft Niederschlesien in Polen. Sie bildet eine eigene Stadtgemeinde und ist zugleich Sitz der Landgemeinde Dzierżoniów, die die Dörfer nördlich und östlich der Stadt umfasst.

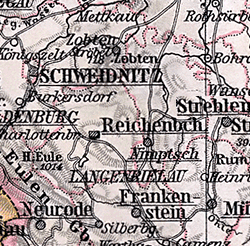
Reichenbach (Reichenbch.) und seine Nachbarorte auf einer Landkarte von 1905

## Geographische Lage
Die Stadt liegt in Niederschlesien in den nordöstlichen Ausläufern des Eulengebirges. Sie wird von der Peilau durchflossen. Nachbarorte sind Włóki (Dreißighuben) und Borowice (Harthau) im Norden, Uciechów (Bertholdsdorf) und Stoszów (Stoschendorf) im Nordwesten, Dobrocin (Güttmansdorf) und Niemcza (Nimptsch) im Osten, Piława Górna (Gnadenfrei) und Piława Dolna (Nieder Peilau) im Südosten, Bielawa (Langenbielau) im Süden, Pieszyce (Peterswaldau) und Rościszów (Steinseifersdorf) im Südwesten, Bratoszów (Stolbergsdorf) und Piskorzów (Peiskersdorf) im Westen und Mościsko (Faulbrück) im Nordwesten.

## Geschichte

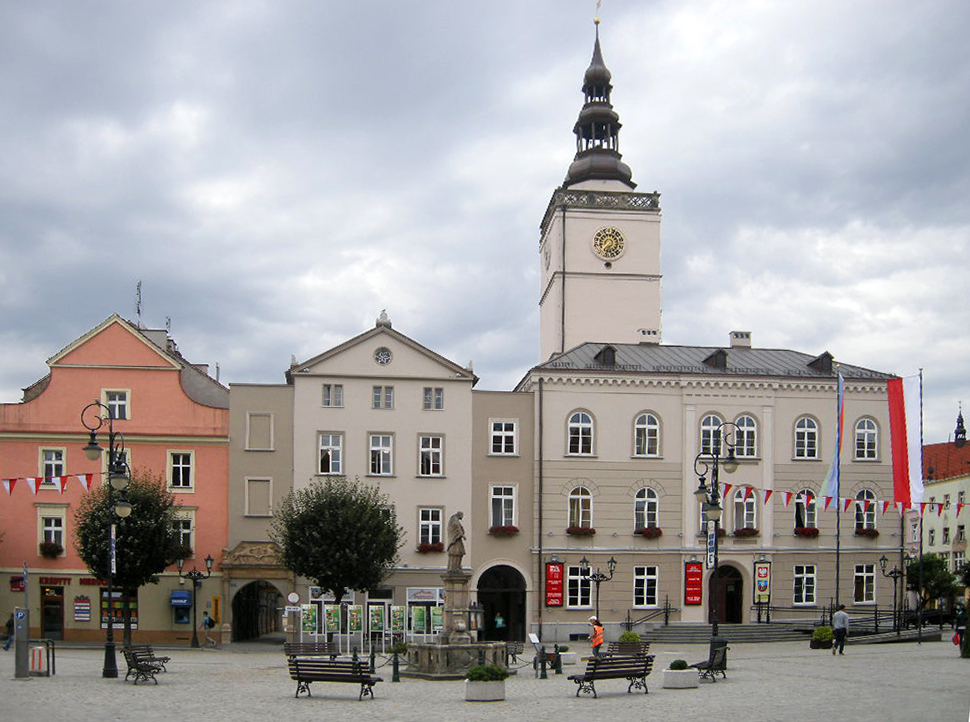
Rathaus auf dem Ring

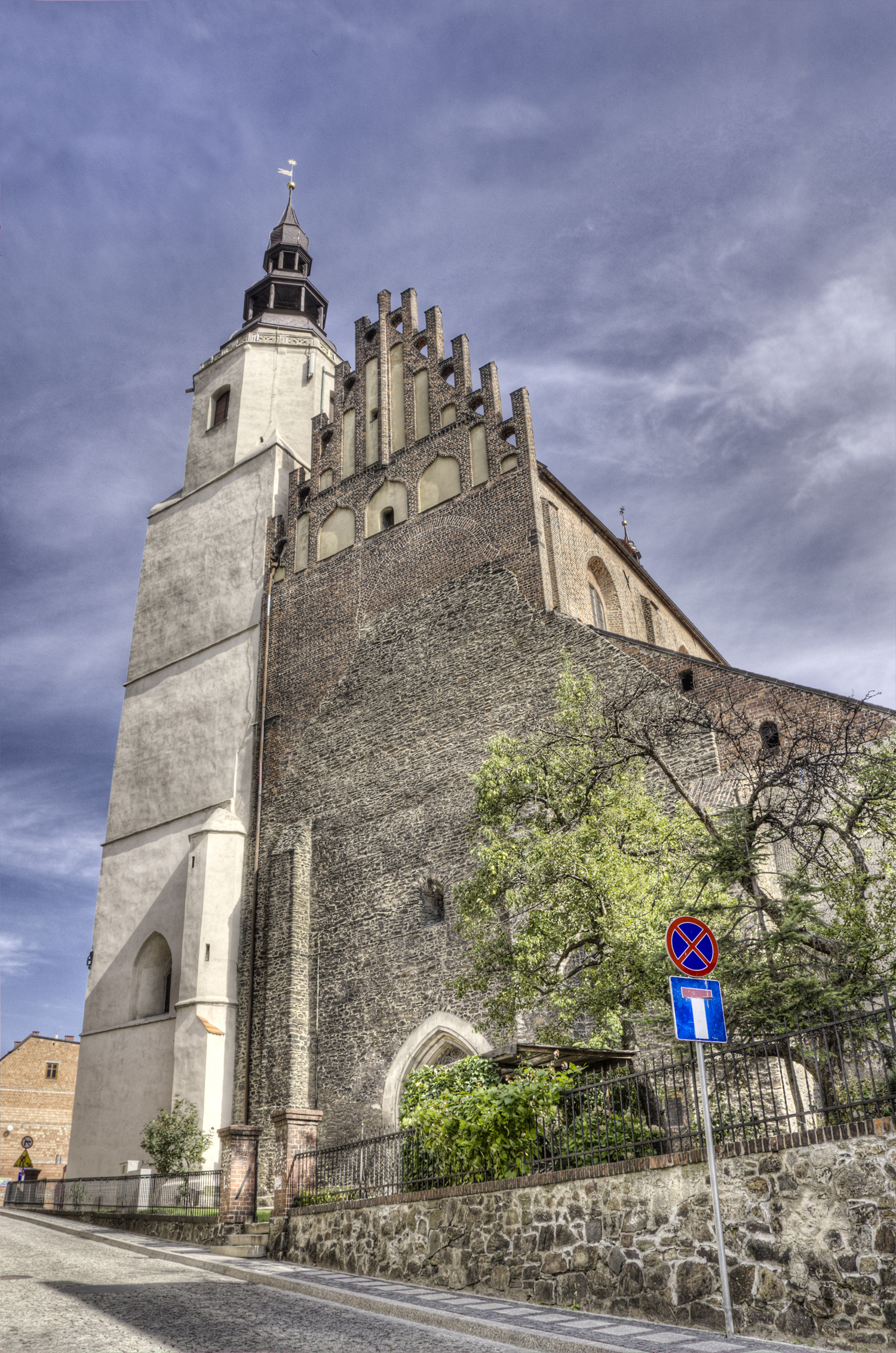
Stadtpfarrkirche St. Georg

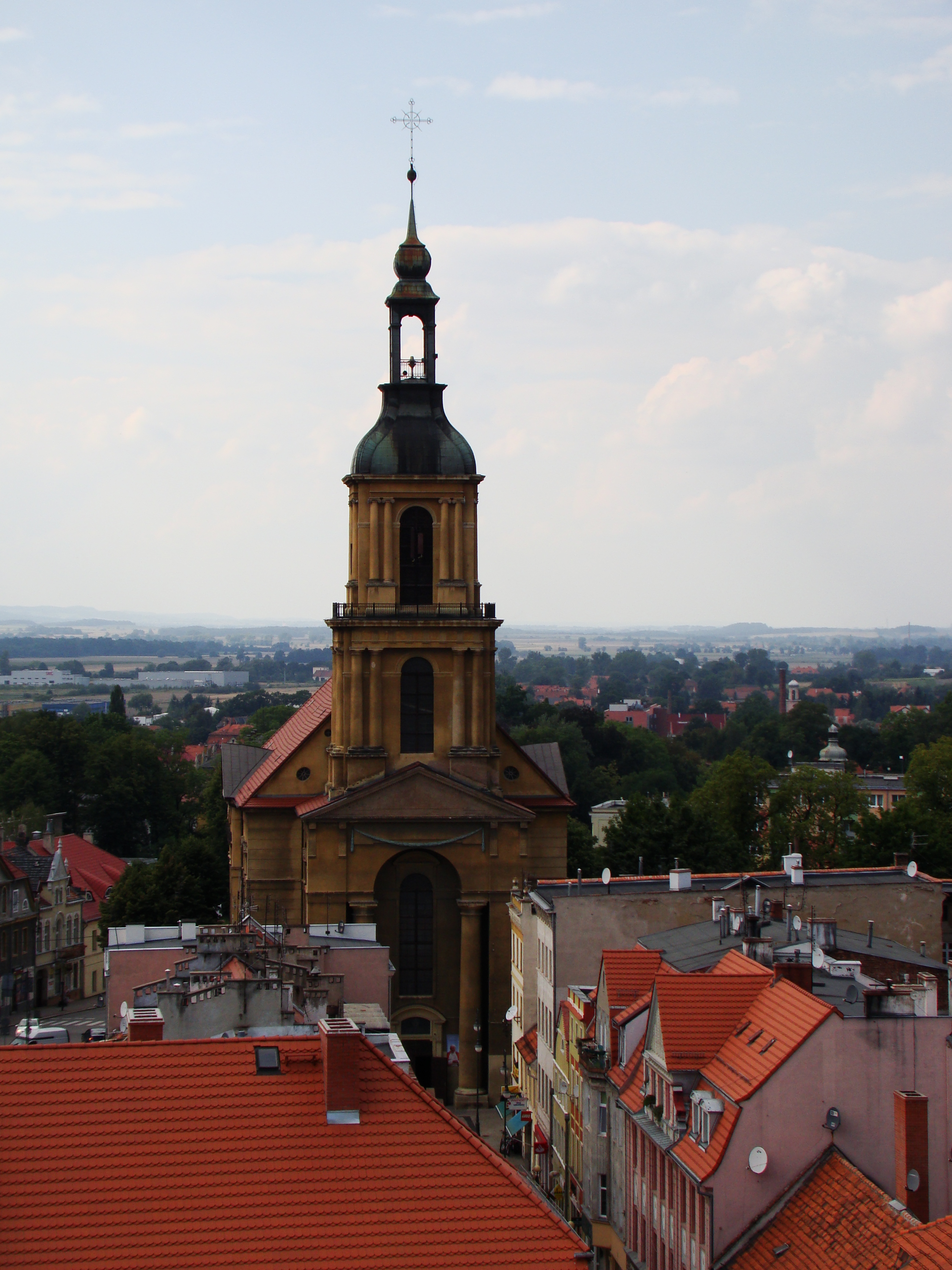
Ehemalige evangelische Kirche Maria Mutter der Kirche, erbaut von Carl Gotthard Langhans

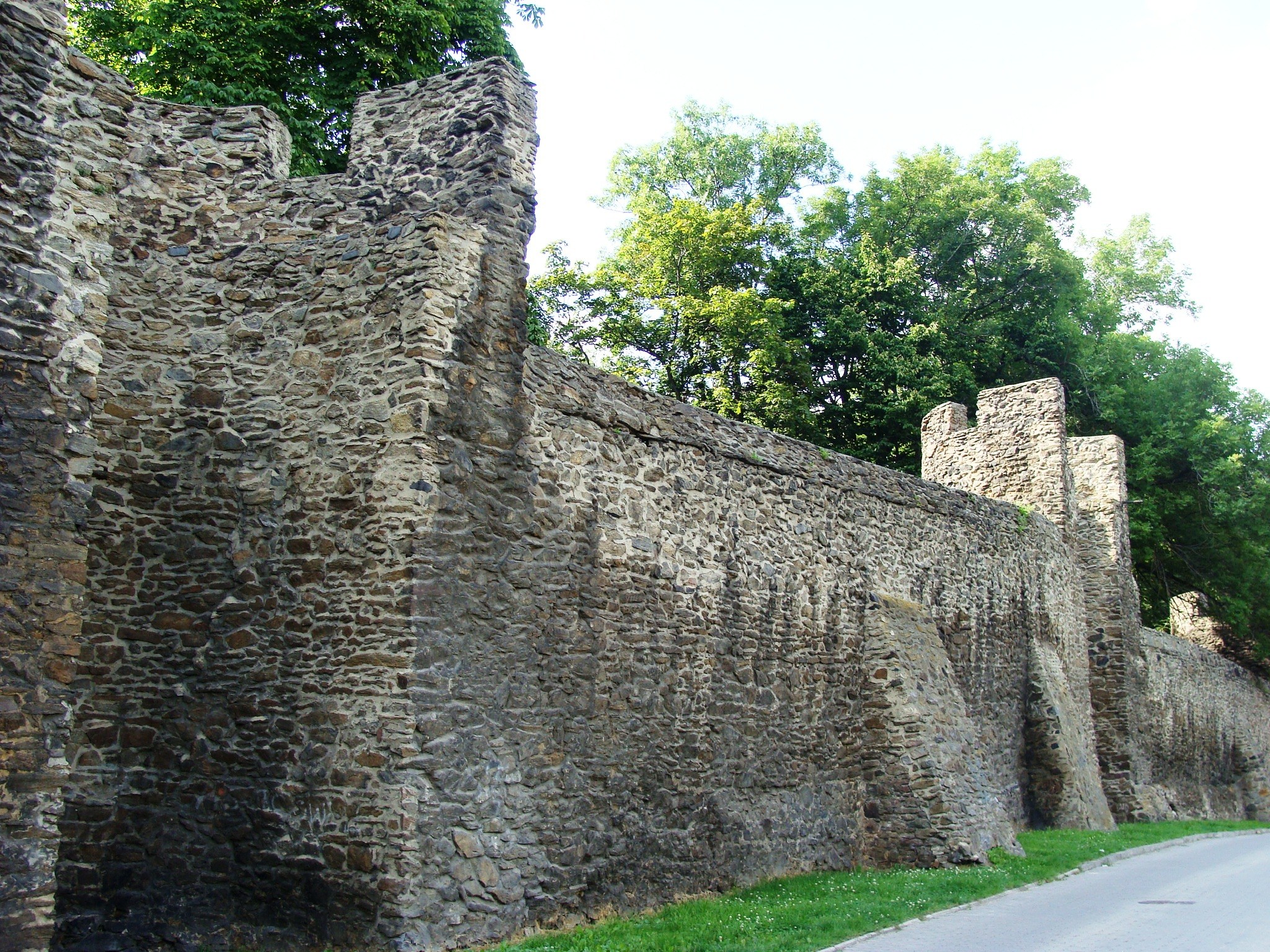
Erhaltene Reste der mittelalterlichen Stadtmauer

Dzierżoniów liegt etwa in der Mitte eines am östlichen Rand des Eulengebirges verlaufenden Siedlungsstreifens, der innerhalb der Preseka lag und in der ersten Hälfte des 13. Jahrhunderts besiedelt wurde. Da das Siedlungsband eine einheitliche Hufeneinteilung aufweist, entstanden die dort ausgesetzten Orte vermutlich gleichzeitig. Nachdem das südöstlich liegende Peilau bereits 1230 als Vorbild für andere deutschrechtliche Gründungen genannt wurde, muss auch Reichenbach vor 1230 gegründet worden sein. Erstmals erwähnt wird es 1250 mit einem Heinrich von Reichenbach („de Richenbach“), der als Lokator in Brieg belegt ist und der Erbvögtefamilie Reichenbach entstammte, den späteren Grafen von Reichenbach. Für das Jahr 1258 sind die Kirche St. Georg und der Schultheiß Wilhelm von Reichenbach belegt, der 1266 das Amt des Reichenbacher Vogts bekleidete. Er hatte vermutlich seinen Sitz in der Feste an der Stadtmauer, die als „Hummelschloss“ bzw. „Homole“ bezeichnet wurde. Wie in den umliegenden Weberdörfern spielte auch in Reichenbach die Tuchmacherei von Anfang an eine bedeutende wirtschaftliche Rolle. Schon 1268 sind Gewandschneider erwähnt, die 1369 eine Zunft bildeten.
Bei der Teilung des Herzogtums Breslau gelangte das Gebiet entlang des Gebietsrandes 1290/91 an das neu gebildete Herzogtum Schweidnitz. 1296 entstand in der Frankensteiner Vorstadt ein Spital mit der Kirche St. Barbara, die wahrscheinlich vom Orden vom Heiligen Grabe erbaut wurden. Um diese Zeit wurden vor dem Schweidnitzer Tor ein Friedhof angelegt und die Begräbniskirche St. Maria errichtet. 1337 ist das Rathaus belegt und ein Jahr später errichteten die Johanniter, denen das Kirchenpatronat über St. Georg übertragen worden war, eine Kommende. Spätestens seit 1349 bestand ein Kloster der Augustiner-Eremiten. Nachdem die Stadt 1350 die Landvogtei erwarb, übte sie auch in ihrem Weichbild, das aus etwa 30 Dörfern bestand, die Gerichtsbarkeit aus. Zudem erlangte sie auch die Rechte der Erbvogtei. Dank ihrer wirtschaftlichen Stellung konnte sie schon im 14. Jahrhundert das Meilen-, Brau- und Salzrecht erwerben. Zudem verfügte sie über das Recht auf Erhebung von Zoll, Fischfang in der Peile und Jagd in Ernsdorf.
Nach dem Tod des Herzogs Bolko II. 1368 fiel Reichenbach zusammen mit dem Herzogtum Schweidnitz-Jauer 1368 erbrechtlich an den böhmischen König Wenzel, der ein Sohn der Königin Anna von Schweidnitz war. Allerdings stand Bolkos II. Witwe, der Herzogin Agnes von Habsburg ein lebenslanger Nießbrauch zu. Vermutlich deshalb ist für das Jahr 1369 erstmals ein Burggraf an der herzoglichen Burg bezeugt. Es war der Ritter Wasserrabe von Zirlau, der vermutlich von der Herzoginwitwe eingesetzt wurde. Weitere nachweisbare Burggrafen waren 1422 Franz von Peterswaldau, 1469 Dietrich von Peterswaldau und 1532 Moritz von Peiskersdorf. 1428 wurde Reichenbach von den Hussiten heimgesucht. Nach ihrem Abzug wurde die Befestigung durch eine zweite Stadtmauer verstärkt. Seit etwa 1525 breitete sich auch in Reichenbach die Reformation aus. Das Augustinerkloster wurde während der Reformation schon 1525 verlassen.

### Wirtschaftlicher Aufstieg und Dreißigjähriger Krieg
Im 16. Jahrhundert und Anfang des 17. Jahrhunderts erlebte Reichenbach eine wirtschaftliche Blütezeit. 1582 erhielt die Reichenbacher Züchnerzunft die Genehmigung, Barchent herzustellen. Dadurch erhöhte sich die Zahl ihrer Meister von 178 im Jahre 1606 auf 316 im Jahre 1626. Allerdings ging gleichzeitig die Zahl der Tuchmacher zurück. 1549 erlangte Reichenbach zwei weitere Jahrmärkte und 1632 ein Meilenprivileg für den Leinenhandel. Daneben spielte auch die Bierproduktion eine wirtschaftliche Rolle. Für das Jahr 1564 sind 144 Bierhöfe belegt.
Durch den Dreißigjährigen Krieg, der mit Kontributionen, Einquartierungen und Zerstörungen, aber auch mit Krankheiten und religiösen Verfolgung einherging, wurde Reichenbachs wirtschaftliche Stellung geschwächt. Noch während des Krieges wurde die Gegenreformation durchgeführt. Trotzdem waren um 1666/67 noch etwa drei Viertel der Bevölkerung evangelisch. Zu einem neuerlichen wirtschaftlichen Aufschwung in der Textilindustrie kam es im 18. Jahrhundert, als die Herstellung von Barchent und Kanevas gesteigert werden konnte. Eine bedeutende Rolle als Textilkaufmann spielte Friedrich Sadebeck, der Baumwolle aus Makedonien einführte und sie in Reichenbach und den umliegenden Weberdörfern verspinnen und auf etwa 850 Webstühlen verweben ließ.
Nach dem Ersten Schlesischen Krieg fiel Reichenbach 1742 zusammen mit dem seit 1368 böhmischen Erbfürstentum Schweidnitz an Preußen. Nachfolgend wurde eine evangelische Gemeinde gegründet, die zunächst ein Wohnhaus am Ring zu einem Betsaal umbauen ließ. Im Siebenjährigen Krieg fand am 21. Juli 1762 zwischen Reichenbach und Schweidnitz die Schlacht von Burkersdorf statt, in der die Kaiserlichen die Belagerung von Schweidnitz aufgeben mussten. Am 16. August 1762 kam es zur Schlacht bei Reichenbach.
Seit 1770 entwickelte sich die von Friedrich Sadebeck (1741–1819) begründete Baumwollspinnerei und -weberei mit aus Makedonien und der Türkei importierter Baumwolle und verdrängte die Leinenweberei. Die Beschäftigung in der Heimindustrie erreichte im frühen 19. Jahrhundert einen Höhepunkt, letztlich erlag die Branche aber der englischen Konkurrenz, was zur Verarmung der Heimarbeiter führte.
1790 wurden in Reichenbach Verhandlungen zwischen Preußen und Österreich durchgeführt, die zur Reichenbacher Konvention führten, mit der ein drohender Krieg zwischen Preußen und Österreich abgewendet werden konnte. Am 27. Juni 1813 wurde in Reichenbach nach Vorverhandlungen auf dem ostböhmischen Schloss Opočno die Konvention von Reichenbach unterzeichnet, mit der ein antinapoleonisches Bündnis zwischen Russland, Preußen und Österreich vereinbart wurde.

### 19. bis 20. Jahrhundert
Nach der Neugliederung Preußens war Reichenbach von 1816 bis 1820 Sitz des Regierungsbezirks Reichenbach. Ebenfalls seit 1816 war es Sitz des Landkreises Reichenbach, mit dem es bis 1945 verbunden blieb. 1855 erhielt Reichenbach Eisenbahnanschluss an Schweidnitz, der drei Jahre später nach Frankenstein verlängert wurde. 1891 folgte die Eisenbahnverbindung nach Langenbielau und 1900/03 wurde es mit der Eulengebirgsbahn verbunden, die nach Wünschelburg unterhalb des Heuscheuergebirges führte. Bereits 1890 war Ernsdorf eingemeindet worden.
Vom 1. Januar 1932 bis März 1933 war Franz Zdralek Erster Bürgermeister von Reichenbach.
Im Zweiten Weltkrieg bestand in Reichenbach von Juni 1944 bis Januar 1945 ein Außenlager des KZ Groß-Rosen. Nach Kriegsende wurde Reichenbach von der sowjetischen Besatzungsmacht zusammen mit fast ganz Schlesien unter polnische Verwaltung gestellt. Der Ortsname wurde zunächst als Rychbach polonisiert; 1946 wurde die Stadt nach dem Bienenforscher Johann Dzierzon in Dzierżoniów umbenannt. Die deutsche Bevölkerung wurde, soweit sie nicht vorher geflohen war, von der örtlichen polnischen Verwaltungsbehörde vertrieben. Die neu angesiedelten Bewohner waren teilweise Zwangsumgesiedelte aus Ostpolen, das an die Sowjetunion gefallen war.
Von 1945 bis 1948 befand sich auf dem Stadtgebiet eine polnische jüdische Kommune unter Führung von Jakub Egit. In den Jahren 1975 bis 1998 gehörte Dzierżoniów zur Woiwodschaft Wałbrzych (Waldenburg).

### Sage
Laut der Sage zum Ursprung der Stadt Reichenbach – zwischen dem Eulengebirge und dem Zobtenberge wurde eine erste Siedlung im Jahre 300 durch einen Römerfeldherrn des Namens Lucca gemeinsam mit Franken und Wenden gebaut. Er ließ auch einen Tempel in der Nähe vom im Wald stehenden Denkmal des alten Slawengottes Swantewit errichten. Nachdem 925 die eingebrochenen Ungarn bei der Merseburger Schlacht durch Duno von Askanien und Siegfried von Ringelheim besiegt und verfolgt wurden, versenkten sie ihre Schätze in einem Bach in der Nähe des späteren Reichenbach. Ein Heerführer Kaiser Heinrichs I. erfuhr dies und fischte den Bach für seinen Herrn aus. Heinrich I. ließ mit dem gefundenen Schatz die Siedlung in eine Stadt umbauen, die wegen des reichen Fundes „Reichenbach“ genannt wurde.

## Sehenswürdigkeiten

Klosterkirche der Augustiner

- Die Pfarrkirche St. Georg wurde erstmals 1258 erwähnt und von 1338 bis 1389 durch die Johanniter umgebaut und erweitert. In den Jahren 1555 bis 1629 diente sie als evangelisches Gotteshaus. Es ist eine vierschiffige Basilika aus Backstein, die 1555 und 1612 im spätgotischen und Renaissancestil umgebaut wurde. Der Hauptaltar wurde 1615 von Bürgern gestiftet und 1719 bis 1750 spätbarock erweitert. Die Kanzel schuf 1609 der «Meister der Reichenbacher Kanzel». Am nördlichen Chor errichtete Carl Ferdinand Langhans 1810 eine Kapelle für die Familie des Kaufmanns Melchior Kellner. Die Figuren des Kirchenpatrons St. Georg und des böhmischen Landesheiligen Johannes Nepomuk am Portal wurden im dritten Jahrzehnt des 18. Jahrhunderts im Umkreis des Schweidnitzer Bildhauers Georg Leonhard Weber geschaffen.
- Die 1349 erwähnte Klosterkirche der Augustiner wurde mehrmals umgebaut und zeitweise zweckentfremdet genutzt. 1713 wurde sie mit dem Patrozinium Unbefleckte Empfängnis wieder hergestellt. Die Holzdecke ist mit Akanthusmalereien verziert. Auf dem Baldachin der Kanzel befindet sich die Figur „Christus als Guter Hirte“.
- Die Kirche Maria Mutter der Kirche wurde zwischen 1795 und 1798 als evangelische Kirche an der Stelle der „Klinkenhaus“ genannten verfallenen herzoglichen Burg nach einem Entwurf des Landeshuter Architekten Carl Gotthard Langhans errichtet. Nach 1945 wurde sie zur katholischen Pfarrkirche umgewidmet.
- Die Friedhofskirche der hl. Maria entstand vermutlich im zweiten Viertel des 14. Jahrhunderts. Während der Reformation wurde sie von 1598 bis 1606 umgestaltet und der hl. Dreifaltigkeit gewidmet. Nach einem Brand 1832 erfolgte 1851/52 ein Wiederaufbau im Stil der Neugotik.
- Bürgerhäuser am Ring aus dem 19. Jahrhundert, mit historisierendem Fassadenschmuck. Von künstlerischer Bedeutung ist u. a. das Haus des Textilkaufmanns Melchior Kellner am Ring Nr. 39. Es wurde von 1801 bis 1803 vom Waldenburger Baumeister Leopold Niederäcker errichtet.
- Jüdischer Friedhof
- Synagoge
- Mit der Errichtung der Stadtmauern wurde in der zweiten Hälfte des 13. Jahrhunderts begonnen, in der ersten Hälfte des 15. Jahrhunderts kam der Außenring dazu. 1764 und im 19. Jahrhundert wurden Teile der Mauern und Tortürme abgetragen. Heute sind von der Mauer drei Teilabschnitte erhalten.
- Das ehemalige Stadtbad (Zakład Balneologiczny, ul. Świerczewskiego 13) wurde 1925–27 nach Plänen des Architekten Karl Josef Erbs errichtet.

## Kultur
- Kulturzentrum Dzierżoniów (Dzierżoniowski Ośrodek Kultury  DOK), ul. Świdnicka 23. Zum Kulturzentrum Dzierżoniów gehört auch das Kino Zbyszek in der Ignacy-Daszyńskiego-Straße.
- Stadtmuseum Dzierżoniów (Muzeum Miejskie Dzierżoniowa), ul. Świdnicka 30. Das Museum wurde am 1. Mai 2011 eröffnet und enthält kartografische Sammlungen und Dokumente über die Stadt und Nachbarstädte sowie Sammlungen zu Denkmälern der Industrie und des Handwerks.
- Technisches Museum – Hilberts Mühle (Muzeum Techniki – Młyn Hilberta) liegt in der ul. Batalionów Chłopskich 11  in der Nähe des Marktplatzes. Es ist die größte Getreidemühle in Niederschlesien, die für Besucher geöffnet ist. Das Werk verfügt über eine vollständige und funktionsfähige Anlage zur Mehlproduktion aus den 1930er Jahren.

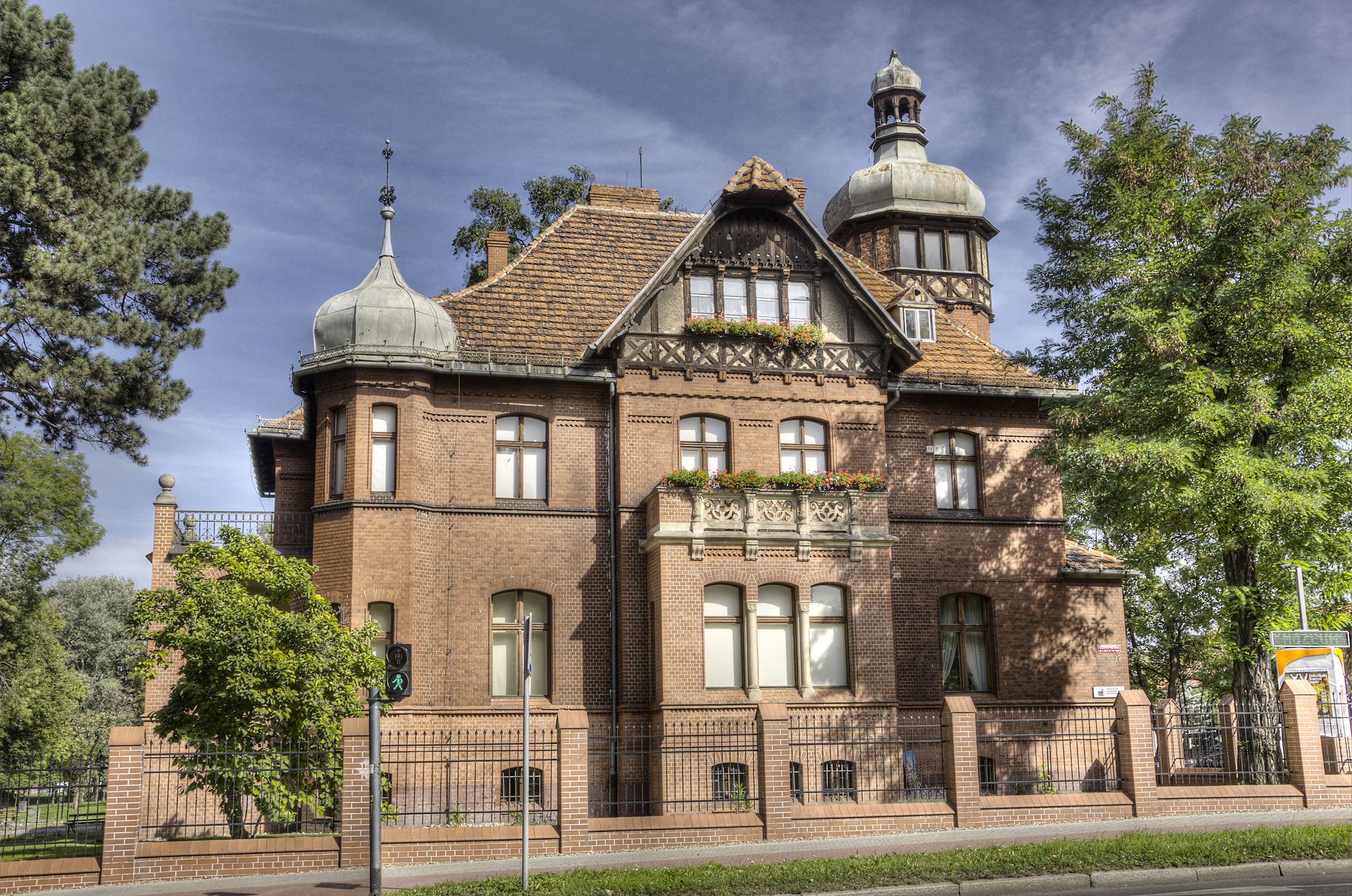
Das Stadtmuseum (1897 gebaute Villa)
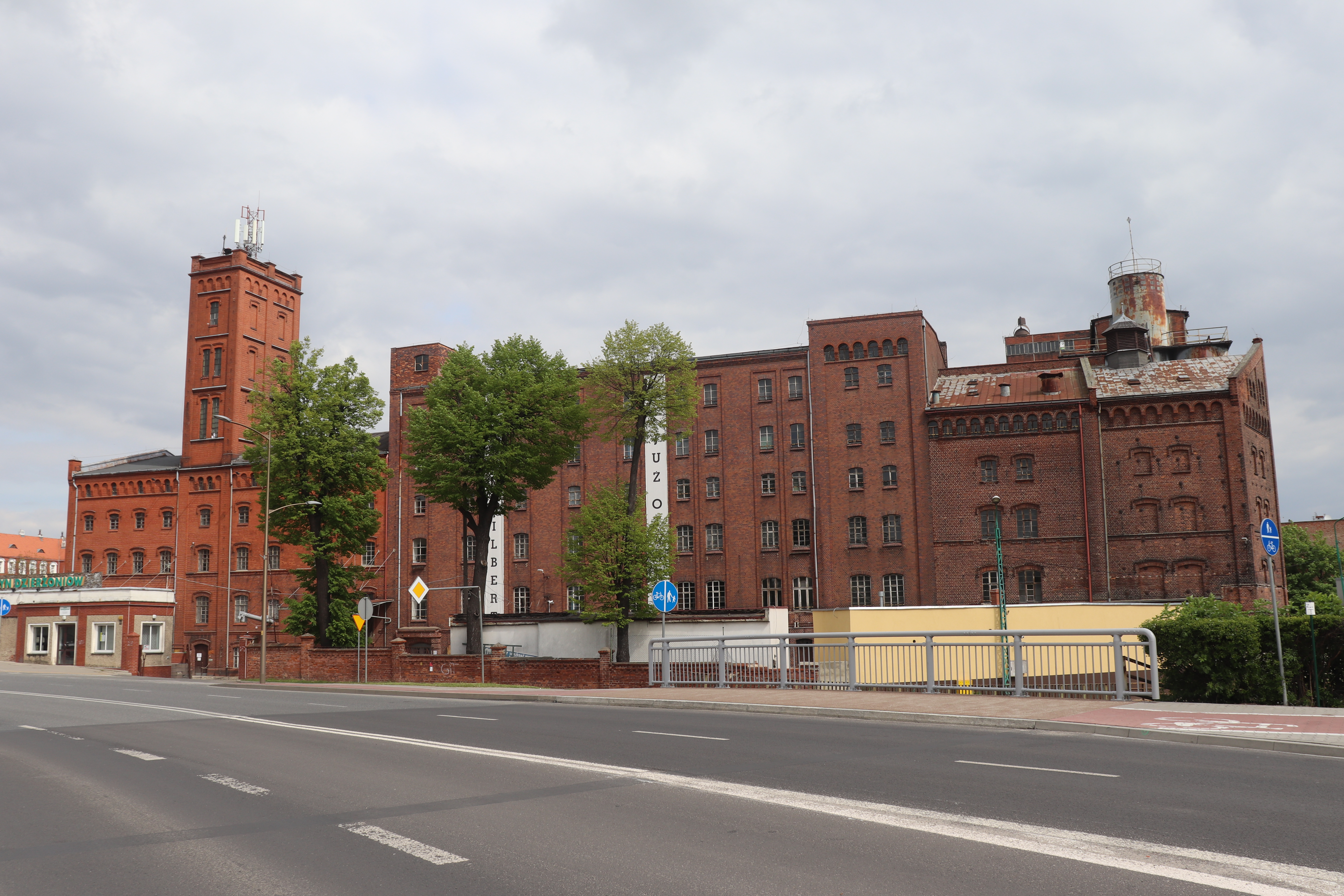
Hilberts Mühle

### Sport
Der Fussvallverein MZKS Lechia Dzierżoniów wurde am 19. August 1945 gegründet. Weitere Sportvereine sind unter anderem: Der Badminton-Verein Ciaparaszka, der 2021 gegründete Tischtennisclub Topspin Dzierżoniów, der 1963 gegründete Handballklub MKS Żagiew Dzierżoniów, der Basketball-Verein B-Ball Dzierżoniów (seit 2011), der Karate-Klub Kyokushin Karate, der Taekwon-Do-Club Tiger Dzierżoniów (seit 1993), der Boxclub Dzierżoniów (seit 2007), der Ring- und Kampfsportklub MULKS Junior Dzierżoniów, der Schwimmverein MKS Dziewiątka, der Radsportverein LKS Atom Dzierżoniów und die Tennisgesellschaft Dzierżoniów, die über ein eigenes Sport- und Freizeitzentrum verfügt.
Das Fußballstadion hat die Bezeichnung Stadion im. Jerzego Michałowicza und liegt in der ul. Wrocławskiej 49, es bietet 4500 Zuschauern Platz.

## Wirtschaft
Die größten Unternehmen vor Ort sind Tailor, Technika Szpitalna und Frankonia Poland, Dionar, Kamitech, Galwanizer, Hak-Hol, Diotech, Faro und S.I. „Elektromet“. In der Sonderwirtschaftszone Wałbrzych Invest-Park, Unterzone Dzierżoniów sind tätig: Metzeler Automotive Profile Systems, Henkel Ceresit, Orion, Broen DZT, Libra, Ermosoga, Pamax, Domex und Best Palm.

## Bevölkerungsentwicklung
| Jahr | Einwohner | Anmerkungen                                                                 |
| ---- | --------- | --------------------------------------------------------------------------- |
| 1875 | 7.268     | [ 9 ]                                                                       |
| 1880 | 7.255     | [ 9 ]                                                                       |
| 1885 | 7.368     | [ 10 ]                                                                      |
| 1890 | 13.040    | davon 8.478 Evangelische, 4.291 Katholiken und 154 Juden                    |
| 1910 | 16.371    | [ 11 ]                                                                      |
| 1925 | 16.075    | davon 10.166 Evangelische, 4.959 Katholiken, 29 sonstige Christen, 61 Juden |
| 1933 | 17.521    | davon 11.266 Evangelische, 5.286 Katholiken, 18 sonstige Christen, 67 Juden |
| 1939 | 17.253    | davon 11.174 Evangelische, 5.253 Katholiken, 66 sonstige Christen, 19 Juden |
| 1975 | 35.400    | [ 12 ]                                                                      |
| 1980 | 36.300    | [ 13 ]                                                                      |
| 1995 | 38.066    | [ 14 ]                                                                      |
| 2000 | 35.697    | [ 14 ]                                                                      |
| 2005 | 34.809    | [ 14 ]                                                                      |
| 2022 | 31.061    | [ 14 ]                                                                      |

## Verkehr

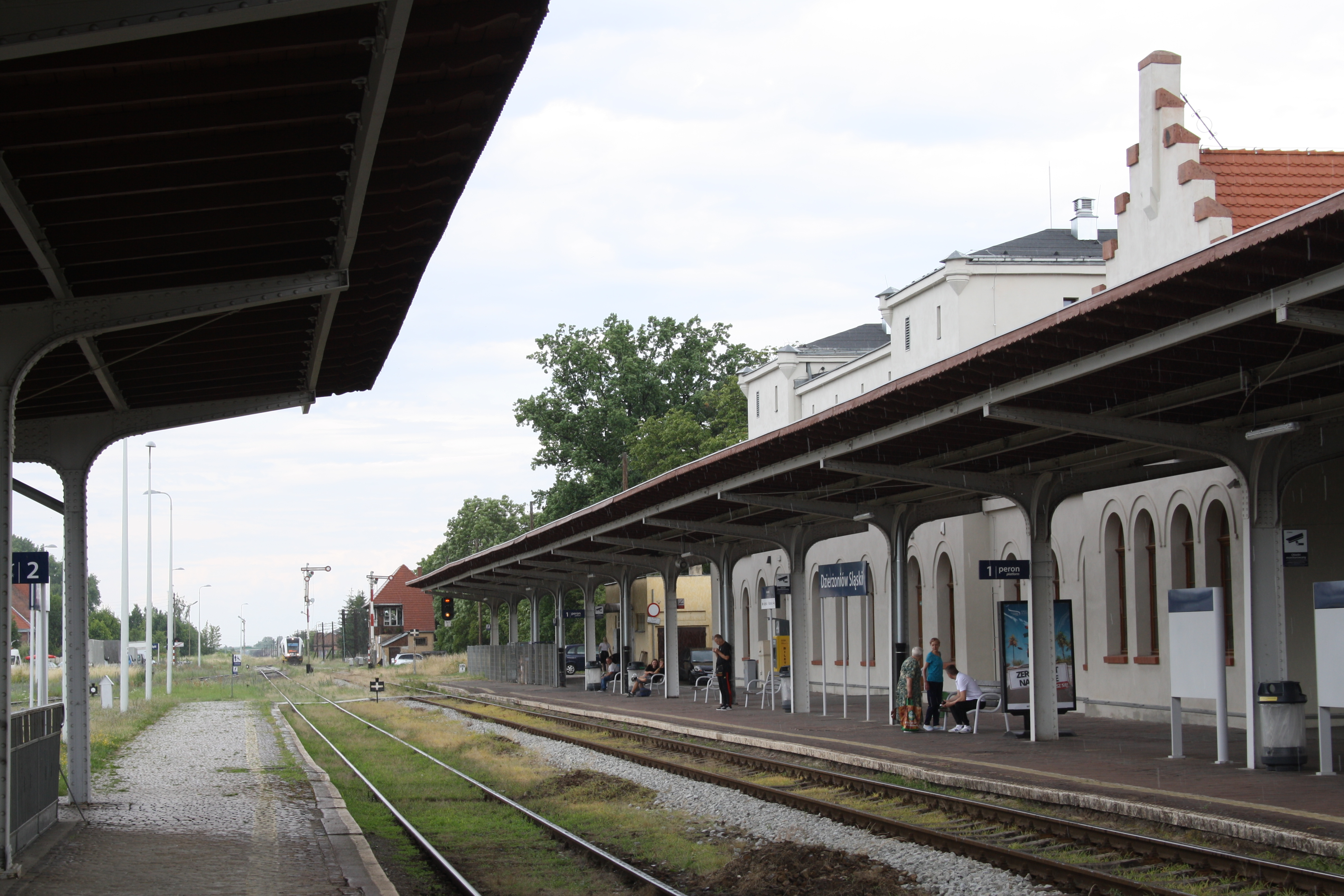
Bahnhof

- Die Stadt wird von der Woiwodschaftsstraße 382 und der Woiwodschaftsstraße 384 durchquert. Die Gemeinden des Kreises Dzierżoniów und die Gmina Stoszowice haben eine gemeinsame Organisation öffentlicher Buslinien vereinbart, er wird organisiert von dem Verkehrsbetrieb (ZKM) in Bielawa. Die meisten Linien des ZKM Bielawa verlaufen durch Dzierżoniów, es gibt auch innerstädtische Linien.
- Der Bahnhof Dzierżoniów Śląski wurde 1855 eroffnet. Er liegt am Abzweig der seit 2019 wieder in Betrieb genommenen[15] Bahnstrecke Dzierżoniów Śląski–Bielawa von der Bahnstrecke Katowice–Legnica. Vormals begann am Kleinbahnhof die Eulengebirgsbahn.

## Städtepartnerschaften
- Bischofsheim, Deutschland
- Warendorf, Deutschland (Vertriebenenpatenschaft seit 1951)[16]
- Landskron, Tschechien
- Crewe, Vereinigtes Königreich

## Söhne und Töchter der Stadt
- Gottfried Heinrich Burghart (1705–1771), Mediziner und Mathematiker
- Friedrich Sadebeck (1741–1819), Weißgerber, Textilkaufmann und -fabrikant
- Joseph Bernhard August Gebel (1772–1860), Arzt, preußischer Regierungsdirektor und Landrat
- Paul von Haugwitz (1791–1856), Soldat, Landrat, Gutsbesitzer und Schriftsteller
- Moritz Hill (1805–1874), Taubstummenlehrer
- Ferdinand Bithorn (1815–1865), Historienmaler
- Robert Brendel (1821–1898), deutscher Unternehmer
- Karl Weinhold (1823–1901), Germanist und Volkskundler
- Bianka Blume (1843–1896), Opernsängerin
- Moritz Friebe (1846–1937), Philologe, Gymnasiallehrer in Schlesien und Posen
- Emil Michael (1852–1917), römisch-katholischer Priester und Theologe
- Paul Wagner (1852–1941), Historiker und Archivar
- Stefan Engel (1878–1968), Kinderarzt, Sozialmediziner, nach dem der Stefan-Engel-Preis benannt ist
- Herbert Koch (1880–1962), Klassischer Archäologe
- Friedrich-Karl Surén (1888–1969), deutscher Ministerialbeamter im Steuerwesen
- Erich Nassau (1888–1974), Kinderarzt, wesentlich am Aufbau der Pädiatrie in Israel beteiligt
- Hans-Jürgen von Arnim (1889–1962), Heeresoffizier im Zweiten Weltkrieg
- Horst Weber (1911–1989), Bodenkundler
- Helmut Grundmann (1920–2009), Baptistenpastor und von 1967 bis 1984 Generalsekretär der Europäisch-Baptistischen Missionsgesellschaft
- Herbert Giersch (1921–2010), Ökonom
- Hartmut Dieterich (1931–2020), Rechtswissenschaftler und Hochschullehrer
- Peter Frisch (1935–2018), Jurist, Präsident des Bundesamtes für Verfassungsschutz
- Dieter Janke (1936–2012), Metallurg und Hochschullehrer
- Christofer Frey (* 1938), evangelischer Theologe
- Lala Süsskind (* 1946), Soziologin und Publizistin, ehemalige Vorsitzende der Jüdischen Gemeinde in Berlin
- Yehuda Grünfeld (* 1956), israelischer Schachspieler
- Jakob Izbicki (* 1956), Chirurg und Hochschullehrer in Hamburg
- Jerzy Zieliński (* 1957), Politiker
- Piotr Wilczewski (* 1978), Profiboxer
- Paweł Piwko (* 1982), Handballspieler
- Jan Czuwara (* 1995), Handballspieler
- Krzysztof Piątek (* 1995), Fußballspieler